# Araneus orgaos
Araneus orgaos är en spindelart som beskrevs av Levi 1991. Araneus orgaos ingår i släktet Araneus och familjen hjulspindlar. Inga underarter finns listade i Catalogue of Life.